# 虾峙镇
虾峙镇是中华人民共和国浙江省舟山市普陀区下辖的一个镇。行政区域包括主岛虾峙岛和邻近的湖泥山、西白莲山、东白莲山、走马塘等小岛。

## 沿革
清光绪26年，虾峙岛上设置虾峙区，宣统年间改称灵和乡。1945年复称虾峙乡。1953年划归新设立的普陀县（1987年改为舟山市普陀区）。1989 年撤乡建镇。

## 行政区划
共设1个居民委员会，6个渔农村新型社区和6个村。即灵和社区（包括灵和居委、灵和村）、晨港社区（晨港村）、兴港社区（兴港村）、黄石社区（黄石村）、东晓社区（东晓村）和湖泥社区（湖泥村）。其中前5个社区均位于主岛虾峙岛，湖泥社区包括湖泥山、西白莲山、东白莲山。